# Iglesia de la Virgen de la Inmaculada Concepción (Putani)
La iglesia de la Virgen de la Inmaculada Concepción es un templo católico ubicado en la localidad de Putani, comuna de General Lagos, Región de Arica y Parinacota, Chile. Construida en el siglo xx, fue declarada monumento nacional de Chile, en la categoría de monumento histórico, mediante el Decreto n.º 166, del 10 de junio de 2016.

## Historia
La iglesia fue construida en el siglo xx en estilo barroco andino.

## Descripción
Cuenta con cimientos de piedra, muros de piedra rústica con mortero de barro y de adobe, y techumbre de madera. La torre campanario se encuentra adosada a la iglesia y presenta su campanario rodeado de adarajas, con cúpula y pináculos.
Al interior cuenta con un retablo construido con madera de cedro tallada, con base de piedra rústica.